# 고인돌로
고인돌로(Goindol-ro)는 전북특별자치도 부안군 상서면 상서사거리에서 부안군 하서면 석하삼거리를 잇는 도로이다.

## 주요 경유지
전북특별자치도
- 부안군 (상서면 - 하서면)

## 노선
| 이름       | 접속 노선                   | 소재지 | 소재지 | 비고 |
| ---------- | --------------------------- | ------ | ------ | ---- |
| 상서사거리 | 국도 제23호선 (부안로)      | 부안군 | 상서면 |      |
| 도화사거리 | 지방도 제736호선 (내변산로) | 부안군 | 하서면 |      |
| 구암교     |                             | 부안군 | 하서면 |      |
| 석하삼거리 | 변산로                      | 부안군 | 하서면 |      |

## 주요 시설및 건물
- 상서초등학교 (고인돌로 17/용서리 117)
- 상서중학교 (고인돌로 314/통정리 416-2)